# Jean de Béthencourt

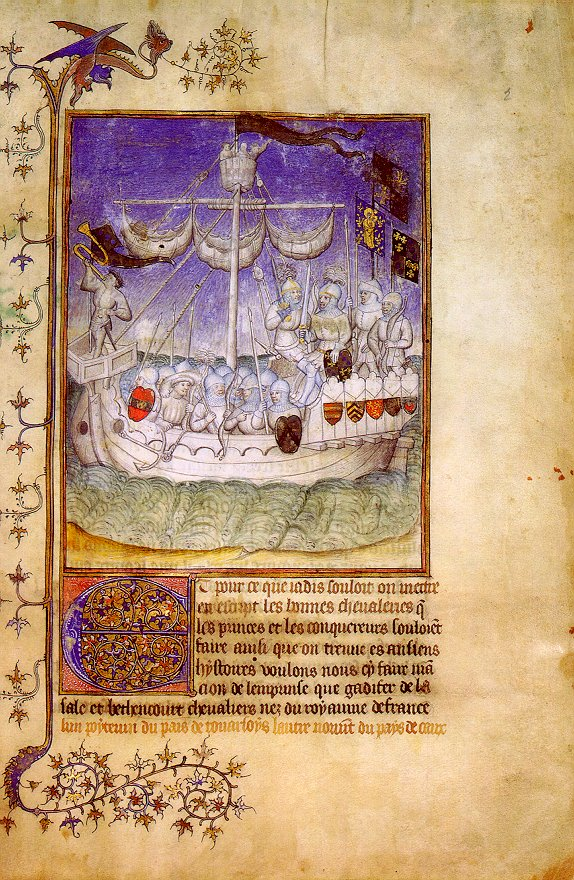
Karta z historycznej księgi Le Canarien ukazująca ekspedycję na Wyspy Kanaryjskie

Jean de Béthencourt (ur. 1362 w Grainville-la Teinturière, zm. 1425 tamże) – francuski żeglarz, zdobywca połowy archipelagu Wysp Kanaryjskich.

## Życiorys
Urodził się w szlacheckiej rodzinie z Normandii jako syn Marie de Bracquemont i Jeana de Béthencourta. W 1392 ożenił się z Jeanne de Fayel, ale to małżeństwo pozostało bezdzietne. Od 1387 rozbudował i umocnił rodzinny zamek w Grainville-la Teinturière. Jednak popadł w niełaskę u króla i sytuacja finansowa Béthencourta pogorszyła się znacznie. Z tego powodu nawiązał kontakty z królem hiszpańskim, który polecił mu podbój Wysp Kanaryjskich (m.in. z powodu występowania na tych wyspach owadów, dostarczających naturalnego barwnika – purpury). Béthencourt także zamierzał wzbogacić się na podboju wysp. Oficjalnym powodem wyprawy była chrystianizacja pogańskich mieszkańców wysp – Guanczów.
W 1401 Béthencourt sprzedał swój dom w Paryżu za 200 franków w złocie, co pozwoliło mu w większej części sfinansować wyprawę. Statki wypłynęły z La Rochelle w maju 1402.

### Podbój Wysp Kanaryjskich
Podbój wysp rozpoczął się 1 czerwca 1402, kiedy Béthencourt wraz z towarzyszami wyprawy: Gadiferem de la Salle, ks. Pierre’em Bontierem i ks. Jeanem Le Verrierem zajęli małą wyspę La Graciosa.

#### ZdobycieLanzarote

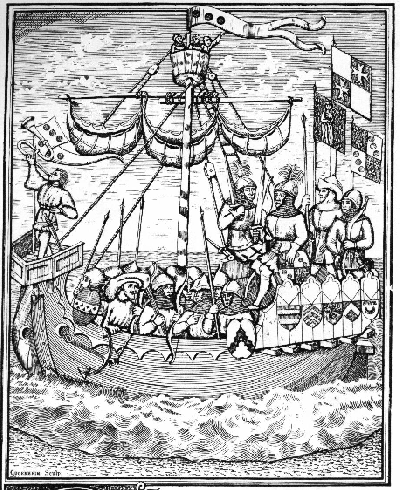
Jeden ze statków wyprawy Béthencourta

W końcu lipca 1402 Béthencourt wraz z niewielką liczbą żołnierzy przybił do wyspy Lanzarote. Początkowo kontakty z Guanczami miały pokojowy charakter, Béthencourt wziął nawet ze sobą 2 tubylców, którzy znali trochę język hiszpański i służyli mu jako tłumacze. Z pomocą króla Titeroygatra, Luisa de Guardafía, zbudował pierwszą twierdzę na wyspie: Fort Rubicón. Béthencourt pozostawił w niej niewielki garnizon, a sam wrócił do Hiszpanii, aby zebrać więcej żołnierzy. Tymczasem na Lanzarote Hiszpanie zaczęli porywać Guanczów i wysyłać ich jako niewolników do Hiszpanii. Wywołało to wrogość Guanczów, którzy zaczęli zabijać najeźdźców. Hiszpanie wykorzystali konflikty między Guanczami, aby opanować wyspę i skłonić jej króla do przyjęcia chrztu. Gdy Béthencourt wrócił na wyspę, była ona już całkowicie w hiszpańskim posiadaniu. Benedykt XIII ustanowił pierwsze biskupstwo na Lanzarote, którego biskupem został Alfonso Sanlúcar de Barrameda.

#### ZdobycieFuerteventury
Ta wyspa, podobnie jak Lanzarote, była półpustynna, słabo zaludniona a ponadto podzielona na dwa królestwa Guanczów: Maxorata (z królem Guize) i Gandía (z królem Ayoze) i stanowiła łatwą zdobycz. Bazą do napaści na wyspę był Fort Rubicón na Lanzarote. W podboju pomagał były król Lanzarote- Guardafía i wielu jego Guanczów. W 1404 Béthencourt wylądował na wyspie z większym oddziałem wojska, pojmał wielu jeńców i zbudował tam dwa forty: Rico Roque i Valtarajal. 18 stycznia 1405 król Guize i jego dworacy przyjęli chrzest, a 25 stycznia uczynił to samo król Ayoze i jego poddani. Béthencourt zbudował nowe miasto, nazwane od jego nazwiska Betancuria, które wiele lat było stolicą wyspy. W 1405 Béthencourt wrócił do Francji, żeby zebrać fundusze na rozwój nowej kolonii; jeszcze w tym samym roku wrócił na Lanzarote.

#### PodbójLa Gomery
Wyspa La Gomera, chociaż niewielka i słabo zaludniona, była szczególnie trudna do opanowania z powodu trudnego, górzystego terenu, w którym łatwo ukrywali się Guanczowie, należący do czterech tubylczych klanów-królestw: Agana (z królem Alguabozeque), Hipalán (z królem Alhagal), Malaqua (z królem Aberbequeye) i Orone (z królem Masege). Z wielką trudnością Béthencourt w 1404 podbił terytorium Agany i Hipalán. Pozostałe dwa królestwa zachowały niepodległość przez następnych 80 lat i zostały przyłączone do Hiszpanii pokojowo.

#### ZdobycieEl Hierro
W 1405 Béthencourt przybił do zatoki Bahía de Naos. Najmniejsza i słabo zaludniona wyspa archipelagu została szybko zdobyta bez walki. Béthencourt przywiózł ze sobą króla tej wyspy- Armiche, którego wcześniej porwali piraci. Béthencourt obiecał mu wolność, jeśli zgodzi się oddać wyspę. Jednak zaraz po sporządzeniu paktu kazał uwięzić króla i jego poddanych jako niewolników.

#### Pozostałe wyspy
W ciągu zaledwie 4 lat Béthencourt podbił połowę Wysp Kanaryjskich. Niezdobyte pozostały największe i najbogatsze wyspy. W październiku 1405 Béthencourt próbował podbić Gran Canarię i La Palmę jednak opór Guanczów był zbyt silny. Te dwie wyspy oraz Teneryfę zdobył dopiero Alonso Fernández de Lugo po wielu krwawych walkach, które całkowicie zniszczyły kulturę Guanczów.

### Po podboju
Béthencourt wrócił do Europy 15 grudnia 1406 jako człowiek praktycznie zrujnowany, który na podbojach nie zdobył spodziewanego bogactwa. Musiał jednak zapłacić swoim żołnierzom. W tym celu za pomocą intryg zdobył dla siebie wyłączne prawa do wysp. Jego siostrzeniec Maciot de Béthencourt zarządzał El Hierro i Lanzarote i ożenił się z córką (Teguise) byłego króla Guardafíi. Jednak już w 1415 Maciot stracił władzę nad wyspami na rozkaz króla Hiszpanii.
Jean de Béthencourt próbował sprzedać swoje prawa do wysp (z wyjątkiem Fuerteventury, która miała pozostać jego ziemią dziedziczną). W 1419 przekazał wyspy w lenno królowi Anglii. Po audiencji u papieża wrócił do Paryża, a następnie do swojej rodzinnej miejscowości, gdzie zmarł i został pochowany w miejscowym kościele.